# ソナミラ
ソナミラ株式会社（ソナミラかぶしきがいしゃ、英：Sonamira Co., Ltd.）は、プルデンシャル・ホールディング・オブ・ジャパングループの保険代理店・金融商品仲介業者。

## 概要
2023年1月5日、プルデンシャル・ファイナンシャルの完全子会社であるプルデンシャル・ホールディング・オブ・ジャパン株式会社が、保険商品の販売を受託する乗合保険代理店としてソナミラ株式会社を設立。提携企業とのパートナーシップを結び、生命保険や損害保険等の金融商品を提供。お金・健康・生活に関する情報発信を行うとともに、店舗での体験型コンテンツを展開。

## 沿革
- 2022年 - 8月 PNA設立準備株式会社として設立
- 2023年
  - 1月、ソナミラ株式会社に商号変更、ソナミラOnline公開
  - 4月 営業を開始
  - 10月 金融商品仲介業を開始

## 店舗展開
2023年4月13日に2店舗をオープン。「おカネの健康とカラダの健康」をコンセプトに保険相談に乗り、体組成計など健康管理に役立つ器材を設置。さらに立川店では店内にタニタカフェを併設し、カロリーや糖質を抑えたスイーツなどを提供。
- 立川　〒190-0023東京都立川市柴崎町3丁目4-2 IZAIビル2F

→立川店のタニタカフェは2024年10月31日に営業終了となり、店舗は下記住所へ移転 　
　〒102-0093東京都千代田区平河町1-3-13 平河町フロントビル4F
- 自由が丘　〒152-0035東京都目黒区自由が丘1丁目14−10 FPG links JIYUGAOKA2F

## 取り扱い保険
以下の提携先が取り扱っている保険・金融商品を提供。
生命保険
アクサ生命保険株式会社、FWD 生命保険株式会社、オリックス生命保険株式会社、ジブラルタ生命保険株式会社、SOMPOひまわり生命保険株式会社、チューリッヒ生命保険株式会社、東京海上日動あんしん生命保険株式会社、ネオファースト生命保険株式会社、はなさく生命保険株式会社、プルデンシャルジブラルタファイナンシャル生命保険株式会社、三井住友海上あいおい生命保険株式会社、メットライフ生命保険株式会社、メディケア生命保険株式会社、なないろ生命保険株式会社
損害保険
あいおいニッセイ同和損害保険株式会社、au 損害保険株式会社、ジェイアイ傷害火災保険株式会社
所属金融商品取引業者
楽天証券株式会社